# Olympias (trière)
Pour les articles homonymes, voir Olympias (homonymie).
Olympias est la réplique d'une trière athénienne et un exemple important d'archéologie expérimentale.
Sa construction de 1985 à 1987 par un constructeur naval du Pirée a été financée par la marine hellénique et le mécène Frank Welsh (en), et suivie par les historiens John Sinclair Morrison, John Coates et Charles Willink (en) : ce dernier a fondé avec Welsh le fonds Trireme Trust initiateur du projet et a travaillé sur des résultats provenant de l'archéologie sous-marine.
Le Trireme Trust est maintenant présidé par Boris Rankov.

## Article associé
- Trière, résultats des expérimentations de l'Olympias.